# Santa Maria de Palera

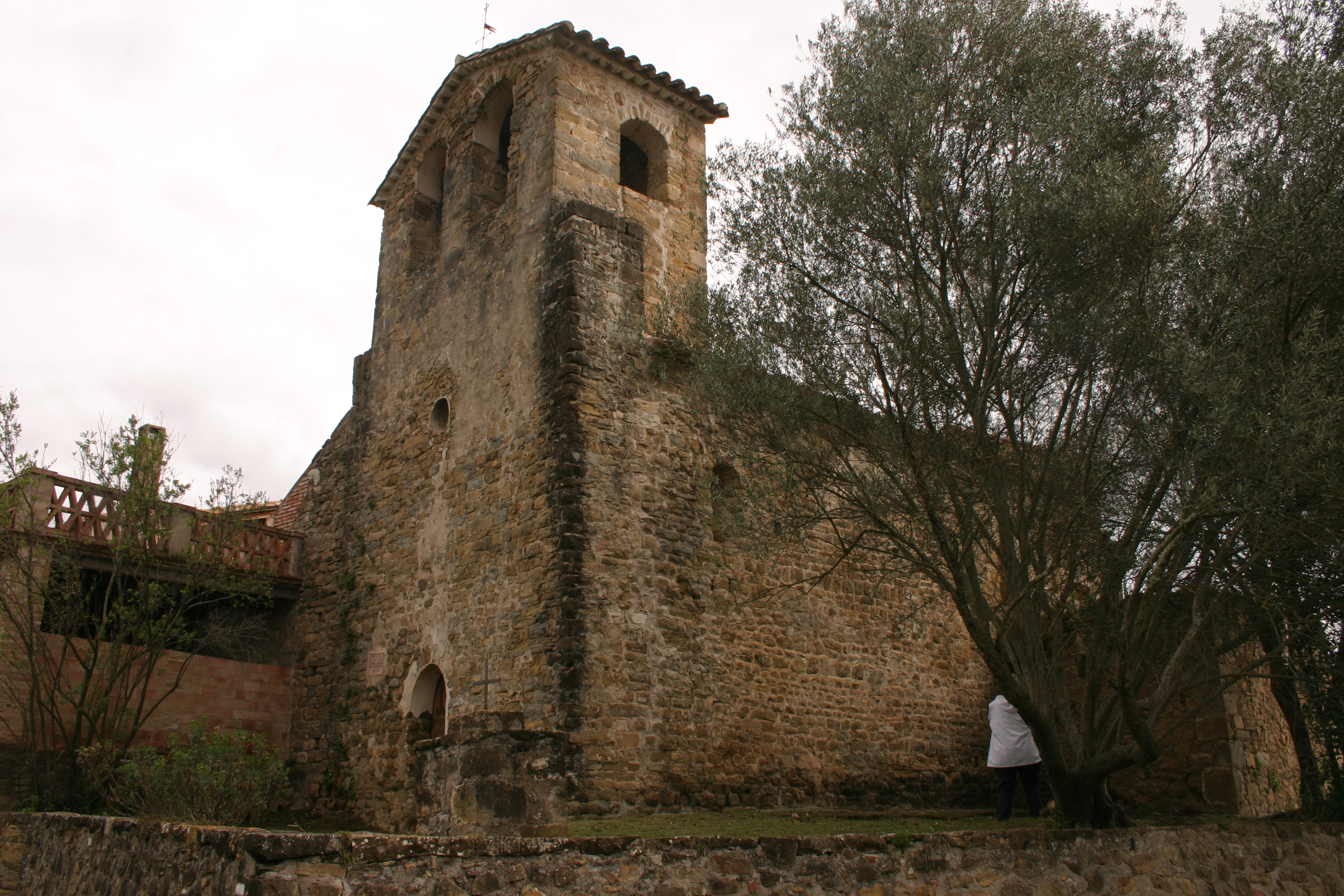
Romanische Kirche Santa Maria de Palera

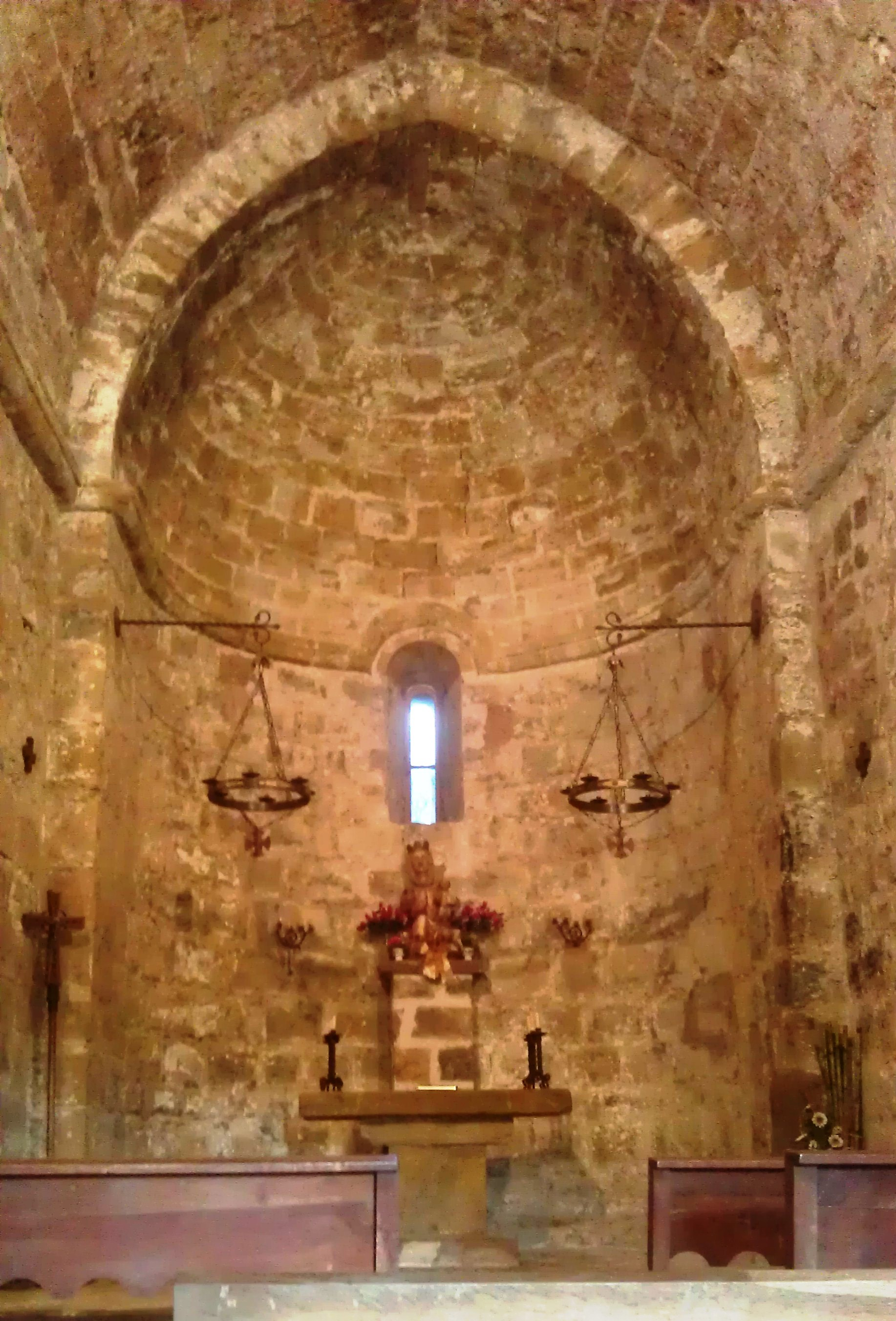
Altaransicht

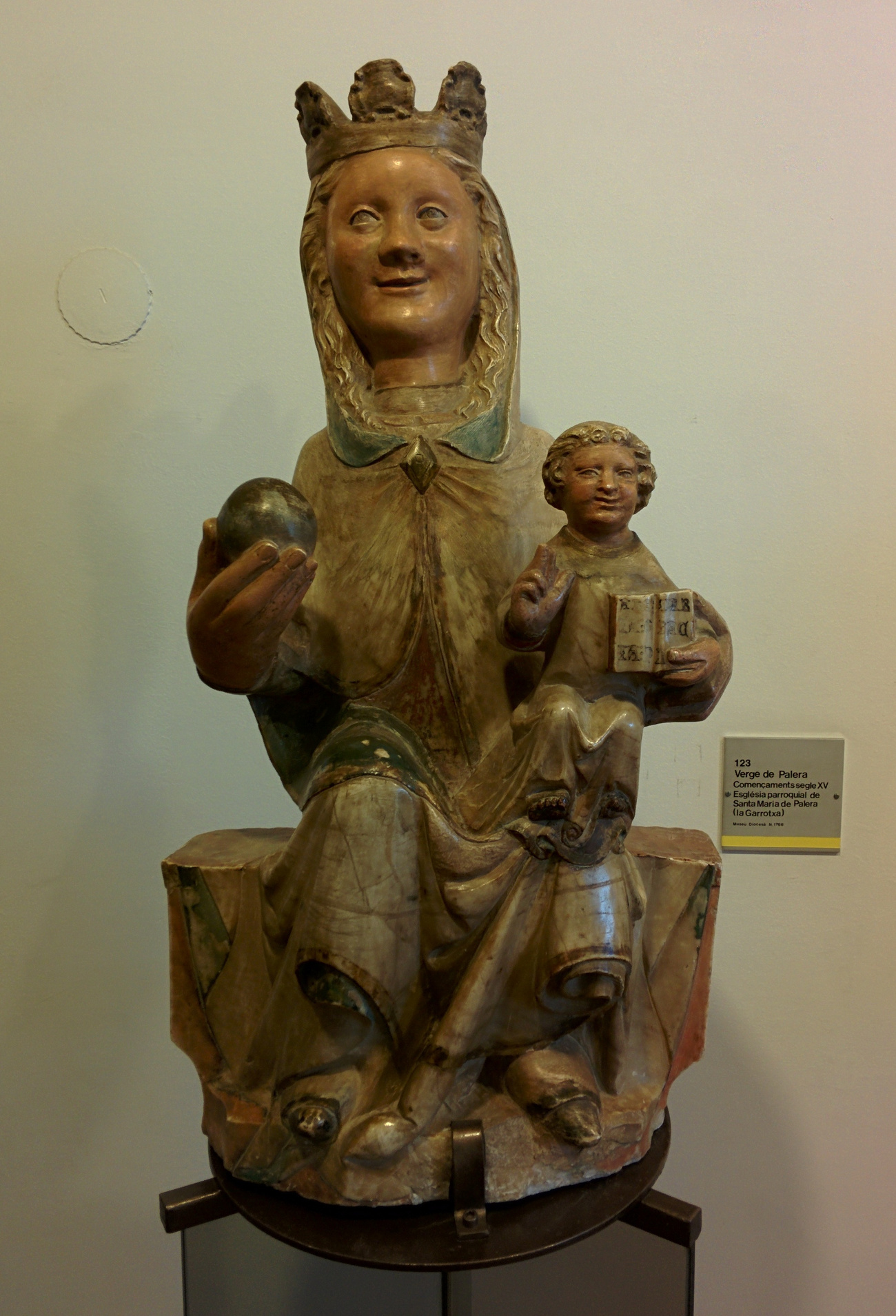
Mutter Gottes von Palera

Santa Maria de Palera ist eine kleine romanische Kirche aus dem 11. Jahrhundert in dem katalanischen Dorf Beuda in der Nähe der Stadt Besalú.  
Die Kirche wird erstmals im Jahr 1085 im Zusammenhang mit der Konsekration der Kirche Sant Sepulcre de Palera erwähnt und blieb bis ins 17. Jahrhundert eine unabhängige Pfarrei. Die Kirche ist als einschiffiges Gebäude, gedeckt mit einem Tonnengewölbe, mit einer halbkreisförmigen Apsis auf der Ostseite mit einem zentralen Fenster errichtet. Das deckende Tonnengewölbe wird von zwei Rundbögen getragen. Die Glockenwand mit ihren zwei Öffnungen wurde nachträglich in einen ziegelgedeckten Glockenturm umgebaut. 
In der Kirche befindet sich ein schlichtes romanisches Taufbecken mit einem Durchmesser von 74 und einer Höhe von 72 Zentimetern. Im Altarraum der Kirche befand sich ursprünglich das Original einer 55 Zentimeter hohen gotischen Marienfigur aus polychromen Alabaster aus dem 14. Jahrhundert von Jaume Cascalls. Die während der ikonoklastischen Aktionen im Vorfeld des spanischen Bürgerkrieges 1936 zerstörte Figur wurde restauriert und im Diözesanmuseum Girona aufgestellt. In der Kirche befindet sich eine Nachbildung.